# Anopheles quadrimaculatus
Anopheles quadrimaculatus este o specie de țânțari din genul Anopheles, descrisă de Thomas Say în anul 1824. Conform Catalogue of Life specia Anopheles quadrimaculatus nu are subspecii cunoscute.